# Bipedidae
Bipedidae là một họ thằn lằn đơn chi chỉ được tìm thấy ở México. Chi Bipes là các loài bò sát đào hang ăn thịt, nhưng không giống những loài thằn lằn rắn, chúng có hai chi trước ngắn và mập nằm xa về phía trước trên cơ thể. Hai chi này giống như cái xẻng đào đất, dùng để dũi đất giống như chuột chũi.

## Phân loại
Họ này chỉ có 1 chi, gồm 3-4 loài:
Bipedidae
- Chi: Bipes
  - Bipes alvarezi Smith & Smith, 1977. Loài này chỉ được IRMNG công nhận[4].
  - Bipes biporus (Cope, 1894)[5]: Thằn lằn giun năm ngón, thằn lằn chuột chũi Mexico. Loài đặc hữu vùng Baja California.
  - Bipes canaliculatus Bonnaterre, 1789[6]: Thằn lằn giun bốn ngón. Loài đặc hữu Mexico (khu vực Guerrero, Michoacán).
  - Bipes tridactylus (Dugès, 1894)[5]: Thằn lằn giun ba ngón. Loài đặc hữu Mexico (khu vực Guerrero)